# Michael Hester
Michael Hester (Sídney, Australia 2 de mayo de 1972) es un exárbitro de fútbol neozelandés de la A-League. Titular de una licencia internacional de la FIFA, ha participado al más alto nivel, oficiando en la Copa Mundial de la FIFA 2010.

## Biografía
Hester ha sido árbitro certificado por NZFC desde 2004 y ganó su clasificación internacional de la FIFA en enero de 2007. Ha arbitrado algunos juegos en los Juegos Olímpicos de 2008, y también ha arbitrado partidos en el grupo de clasificación de Oceanía para la Copa Mundial de la FIFA 2010.
También fue nombrado árbitro para la Copa Mundial Sub 17 de la FIFA 2009 en Nigeria.
Hester fue incluido en la lista corta para oficiar en la Copa Mundial de la FIFA 2010 en Sudáfrica junto con el compañero árbitro neozelandés Peter O'Leary, ambos fueron confirmados en la final 30 funcionarios a cargo de las finales. El 12 de junio de 2010 arbitró el partido de la Copa Mundial de la FIFA entre Grecia y la República de Corea. Hester sopló el silbato final en su carrera de árbitro en la final de la temporada de invierno 2011 de Nueva Zelanda para centrar su carrera en la Royal Navy de Nueva Zelanda.